# Wilhelm Boger
Wilhelm Friedrich Boger (* 19. Dezember 1906 in Zuffenhausen; † 3. April 1977 in Bietigheim-Bissingen) war ein deutscher zum SS-Oberscharführer degradierter SS-Hauptsturmführer und Kriegsverbrecher. Er war Gestapo-Beamter der Politischen Abteilung beim Referat Flucht, Diebstahl und Fahndung im KZ Auschwitz und führte dort die als Bogerschaukel bezeichnete Foltermethode ein, die „Papageienschaukel“ mit Ochsenziemer-Schlägen vor allem auf Gesäß, Fußsohlen, Rücken und Geschlechtsorgane.
Boger wurde 1958 verhaftet und im ersten Auschwitzprozess 1965 zu lebenslanger Haft verurteilt, in der er dann auch starb.

## Leben

### Frühe Jahre
Boger stammte aus kleinbürgerlichen Verhältnissen; sein Vater war Kaufmann. Er besuchte neun Jahre lang die Bürgerschule II (heute Heusteigschule) im Süden Stuttgarts und schloss sie 1922 mit der Mittleren Reife ab. Seine kaufmännische Berufsausbildung absolvierte er bei der Firma Rheinstahl. Ab 1925 war er beim Deutschnationalen Handlungsgehilfenverband in der Gaugeschäftsstelle Stuttgart angestellt.
Bereits im Alter von 16 Jahren war Boger Mitglied der NS-Jugend, der Vorläuferorganisation der Hitlerjugend. Zudem betätigte er sich in völkischen Organisationen, wie etwa dem Artamanenbund. Mit 18 trat er aus der evangelischen Kirche aus und erklärte sich „gottgläubig“. Im Jahr 1929 kehrte er nach Stuttgart zurück und trat zum 1. Oktober desselben Jahres der NSDAP (Mitgliedsnummer 153.652) und der SA bei, von der er 1930 zur SS (Mitgliedsnummer 2.779) wechselte. Nach mehreren Arbeitsverhältnissen als kaufmännischer Angestellter wurde er im März 1932 arbeitslos. Ab 1933 wohnte er in Friedrichshafen, trat dort als Quereinsteiger von der SS ohne nennenswerte polizeiliche Qualifikation bei der Außenhauptstelle der Württembergischen Politischen Polizei in Dienst und wurde nach Besuch der Polizeifachschule bis zum Kriminalkommissar befördert.

### Zweiter Weltkrieg
Nach Beginn des Zweiten Weltkrieges wurde er im Zuge der deutschen Besetzung Polens zur Staatspolizeistelle nach Ciechanów (Zichenau), Woiwodschaft Mazowieckie (Masowien), beordert, von wo er nach drei Wochen noch im Jahr 1939 das Grenzpolizeikommissariat  Ostrołęka (Ostrolenka) übernahm. Dort nannte man ihn bald den „Henker von Ostrolenka“. Danach wurde er im Mai 1940 zur Staatspolizeistelle  Inowrocław (Hohensalza) versetzt.
Boger hatte Anfang der 1930er Jahre geheiratet und aus dieser Ehe drei Kinder, von denen allerdings zwei früh starben. Zudem hatte er außereheliche Beziehungen. Wegen Beihilfe und Nötigung zur Abtreibung wurde er im Sommer 1940 vom Polizeidienst suspendiert, im Rang vom Hauptsturmführer zum Oberscharführer degradiert und kurzzeitig inhaftiert. Nach seiner Scheidung heiratete er seine zweite Frau, die bereits eine Tochter mit ihm hatte. Aus dieser Ehe folgten zwei weitere Töchter. Nach Verurteilung durch das SS- und Polizeigericht in Berlin wegen Beihilfe zur Abtreibung war er im Gestapo-Gefängnis in der Prinz-Albrecht-Straße 8 bis zum 19. Dezember 1940 inhaftiert. Infolge dieses Urteils hatte er eine kurze militärische Ausbildung zu durchlaufen und wurde zur Bewährung in ein SS-Polizeibataillon strafversetzt. Im März 1942 wurde er an der Ostfront bei Leningrad verwundet.
Nach Ablauf der Bewährung und nach einem Lazarettaufenthalt wurde Boger Anfang Dezember 1942 im Dienstgrad eines SS-Oberscharführers ins Konzentrationslager Auschwitz versetzt, wo er nach kurzem Einsatz in der SS-Wachkompanie in der politischen Abteilung das Referat Flucht, Diebstahl und Fahndung übernahm. Auch seine Familie lebte im Lagerbereich.
Er ließ wahllos Menschen erschießen und wandte in den sogenannten verschärften Verhören Foltermethoden an, unter anderem die in Auschwitz nach ihm benannte Boger-Schaukel, bestehend aus einer waagerechten Stange, einer Art Kurbel, um die herum die Häftlinge mit über ihren angezogenen Unterschenkeln zusammengebundenen Armen und unter den Kniekehlen hindurch aufgehängt wurden und auf diese Weise fixiert sowie vertikal gedreht werden konnten. Diese Folter, andernorts auch Papageienschaukel genannt, führte Boger in Auschwitz ein und nannte sie zynisch Sprechmaschine. In dieser wehrlosen Lage wurden die Opfer von Boger und anderen verhört und dabei mit Stöcken und Peitschen misshandelt, manche von ihnen bis zum Tod. Dies brachte Boger seinen zweiten Beinamen ein: Bestie von Auschwitz. Ehemalige Lagerinsassen beschrieben die Folteropfer später im Auschwitz-Prozess mit den Worten: „Er hat nicht mehr wie ein Mensch ausgesehen.“
Kurz vor der Befreiung von Auschwitz durch die Rote Armee im Januar 1945 beteiligte sich Boger noch am Transport von geheimen Akten nach Buchenwald. Von Februar bis zum April 1945 war Boger Mitglied der politischen Abteilung im KZ Mittelbau-Dora und bewachte nach der Räumung dieses Lagers im April 1945 noch einen Todesmarsch. Ende April 1945 sollte er noch zum Fronteinsatz mit einer Kampfgruppe, die sich aber auflöste.

### Nach Kriegsende
Bei Kriegsende tauchte er ab und versteckte sich. Am 19. Juni 1945 wurde er in Ludwigsburg, wo seine Eltern lebten, von der amerikanischen Militärpolizei entdeckt, verhaftet und in ein Lager eingewiesen. In der Haft im Internierungslager Dachau machte er bereitwillig Aussagen zu seiner Person und seiner Tätigkeit im KZ Auschwitz. Der verfügten Auslieferung nach Polen entzog er sich am 22. November 1946 während des Auslieferungstransports nach Polen durch Flucht bei Furth im Wald. Bis Mitte 1949 arbeitete er unerkannt als landwirtschaftlicher Hilfsarbeiter bei Crailsheim. Wenig später wurde er in Ravensburg wegen einer bereits 1936 begangenen Körperverletzung im Amt verhaftet. Das Verfahren wurde jedoch eingestellt und er lebte für die nächsten Jahre gemeinsam mit seiner Familie unter seinem richtigen Namen in Hemmingen bei Leonberg.
Auch ein Entnazifizierungsverfahren überstand er schadlos. Die Spruchkammer in Stuttgart konstatierte: „Er macht auch nicht den Eindruck eines rohen, brutalen Menschen, vielmehr den eines vernünftigen, gut geschulten Kriminalbeamten“, und stellte das Verfahren zu Lasten der Regierungskasse ein. Boger fand im September 1950 Arbeit als Lagerverwalter bei dem Motoren- und Motorrollerhersteller Heinkel in seinem Geburtsort Zuffenhausen. Er führte ein kleinbürgerliches, eher zurückgezogenes Leben und stieg in der Firma bis zum kaufmännischen Angestellten auf. Wenn die Rede auf seine Aktivitäten im Lager Auschwitz kam, antwortete er gegenüber Bekannten und Nachbarn, er habe sich nichts vorzuwerfen.

### Auschwitzprozess
Am 1. März 1958 erhielt die Staatsanwaltschaft Stuttgart ein Schreiben des ehemaligen Auschwitz-Häftlings Adolf Rögner, der unter anderem wegen Meineids unter Anklage stand und in der Justizvollzugsanstalt Bruchsal inhaftiert war. In diesem Schreiben belastete Rögner Wilhelm Boger und andere ehemalige Angehörige der Auschwitzer SS-Mannschaft. Wegen seines kriminellen Hintergrunds wurde Rögner erst am 6. Mai 1958 persönlich vernommen, und die Stuttgarter Staatsanwaltschaft behandelte darum die Anzeige zuerst mit Vorsicht. Rögner belastete auch die später mit Boger gemeinsam angeklagten Hans Stark, Pery Broad und Klaus Dylewski. Erst nachdem sich das Internationale Auschwitz Komitee unter seinem Präsidenten Hermann Langbein im Mai 1958 bei der Staatsanwaltschaft für die Aufnahme von Ermittlungen einsetzte und weitere Zeugen benannte, kam es zum Haftbefehl gegen Boger und weitere Täter. Am 8. Oktober 1958 wurde Boger an seinem Arbeitsplatz verhaftet und im Stuttgarter Polizeipräsidium vernommen. Die weiteren Beschuldigten wurden erst im April 1959 festgenommen. In den darauf folgenden Ermittlungen, die sich bis zum April 1963 hinzogen, übernahm der hessische Generalstaatsanwalt Fritz Bauer, selbst ein Verfolgter des NS-Regimes, die Leitung. Die Staatsanwaltschaft legte eine 700 Blatt umfassende Beweissammlung vor. 252 Zeugen waren vernommen worden. Dazu legten die Ermittler 17 Bände mit weiteren Dokumenten, Lagerplänen und Fotos vor. Gegen 24 Beschuldigte wurde Mordanklage erhoben. Wilhelm Boger wurde die Beteiligung an Selektionen, Bunkerentleerungen, Erschießungen sowie Tötung von Häftlingen bei Vernehmungen zur Last gelegt.
Gegen 22 Beschuldigte wurde im 1. Auschwitzprozess am 20. Dezember 1963 unter Vorsitz des Landgerichtsdirektors Hans Hofmeyer durch das Schwurgericht Frankfurt am Main das Verfahren eröffnet. Die Angeklagten leugneten durchweg jede Beteiligung an Verbrechen in Auschwitz. Boger selbst beleidigte und verhöhnte Zuschauer und verwendete im Gerichtssaal den Hitlergruß. Er sagte aus, dass es für ihn während der nationalsozialistischen Herrschaft nur den Gesichtspunkt gab, die gegebenen Befehle des Vorgesetzten ohne Einschränkung auszuführen. Erst am 145. Verhandlungstag ließ er sich zum einzigen Eingeständnis seiner Schuld ein:

„Und nach etwa zwei oder drei Erschießungen sagte Grabner: ‚Quakernack, geben Sie Ihr Gewehr ab, es schießt weiter Oberscharführer Boger.‘ Daraufhin habe ich zwei Häftlinge erschossen. Alsdann hat Grabner wieder eine Ablösung befohlen […] Das war der einzige Fall, wo ich herangezogen wurde, wo ich befehlsgemäß von Grabner, Exekutionen durchgeführt habe.“

Die ehemalige Lagerinsassin Dounia Zlata Wasserstrom sagte dagegen am 23. April 1964 als Zeugin aus:

„Im November 1944 kam ein Lkw an, auf dem sich Kinder befanden. Der Lkw hielt in der Nähe von der Baracke. Ein kleiner Junge im Alter von vier bis fünf Jahren sprang vom Lkw herunter. Er hatte einen Apfel in der Hand. Woher die Kinder kamen, weiß ich nicht. In der Tür stand[en] [Wilhelm] Boger und [Hans] Draser. Ich selbst stand am Fenster. Das Kind stand neben dem Lkw mit dem Apfel. Boger ging zu dem Kind hin, packte es an den Füßen und warf es mit dem Kopf an die Wand. Den Apfel steckte er ein. Dann kam Draser zu mir und befahl mir, ‚das an der Wand‘ abzuwischen. Das tat ich auch. Eine Stunde später kam Boger und rief mich zum Dolmetschen. Dabei aß er den Apfel. Das Ganze habe ich mit eigenen Augen gesehen. Das Kind war tot. Ein SS-Mann hat das tote Kind weggebracht.“

Am 19. August 1965 begann nach 183 Verhandlungstagen die Urteilsverkündung in der Strafsache gegen Mulka und andere. Sie dauerte zwei Tage. Wilhelm Boger wurde wegen Mordes in mindestens fünf Fällen und gemeinschaftlichen Mordes zu lebenslanger Haft und zusätzlich 15 Jahren Zuchthaus verurteilt. Zudem verlor er die Bürgerlichen Ehrenrechte auf Lebenszeit. Im Schlusswort des Gerichtsverfahrens sagte er: 

„Heute sehe ich, daß die Idee, der ich anhing, Verderben gebracht [hat] und falsch war.“

Boger hatte sich zu keinem einzigen Anklagepunkt schuldig bekannt. Er starb 1977 in Haft. Ein von seiner Frau gestelltes Gnadengesuch wurde nicht mehr bearbeitet.